# زبرموییان
زبرموییان (نام علمی: Terebellida) نام یک راسته از راسته کرم‌های کله‌بادبزن است.